# Locomotora de vapor Cherepánov

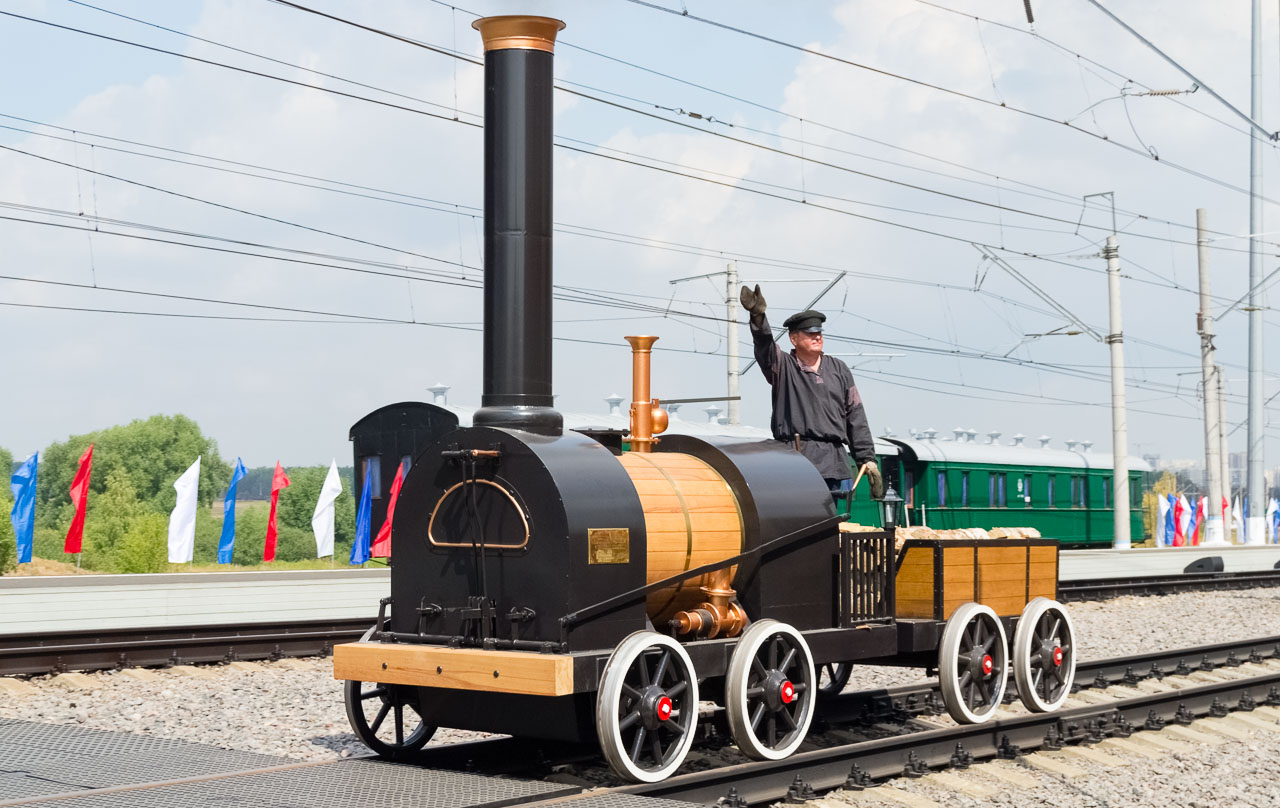
Réplica eléctrica de la locomotora de vapor Cherepánov construida en 2014

La locomotora de vapor Cherepánov fue la primera locomotora de vapor construida en Rusia. Yefim y Miron Cherepánov construyeron la locomotora en 1834. El modelo viajaba desde una fábrica en Nizhni Taguil hasta una mina cercana, y la vía construida para complementar la locomotora sería el primer ferrocarril de vapor en Rusia. Construyeron un segundo modelo para ser enviado a San Petersburgo en 1835.
Aunque el transporte a caballo sería la forma dominante de transporte de mercancías en Rusia durante muchos de los años siguientes, la construcción de la locomotora puede haber influido en el crecimiento del transporte ferroviario en Rusia. 

## Antecedentes
Yefim Cherepánov y su hijo, Miron, eran siervos de la familia Demidov, unos propietarios de fábricas que construyeron, entre otras cosas, la torre inclinada de Neviansk, y desarrollaron varias innovaciones mientras trabajaban para ellos. La pareja había estado construyendo máquinas de vapor durante muchos años, para bombear agua en las minas. Ambos habían viajado a Inglaterra por separado, con Miron llegando allí en 1833. Aunque ciertamente pudo ver los avances en la ingeniería del vapor que se estaban desarrollando, los estudiosos soviéticos insisten en que la locomotora de vapor fue un invento del propio Cherepanov y no una copia del modelo inglés.

## Construcción y descripción

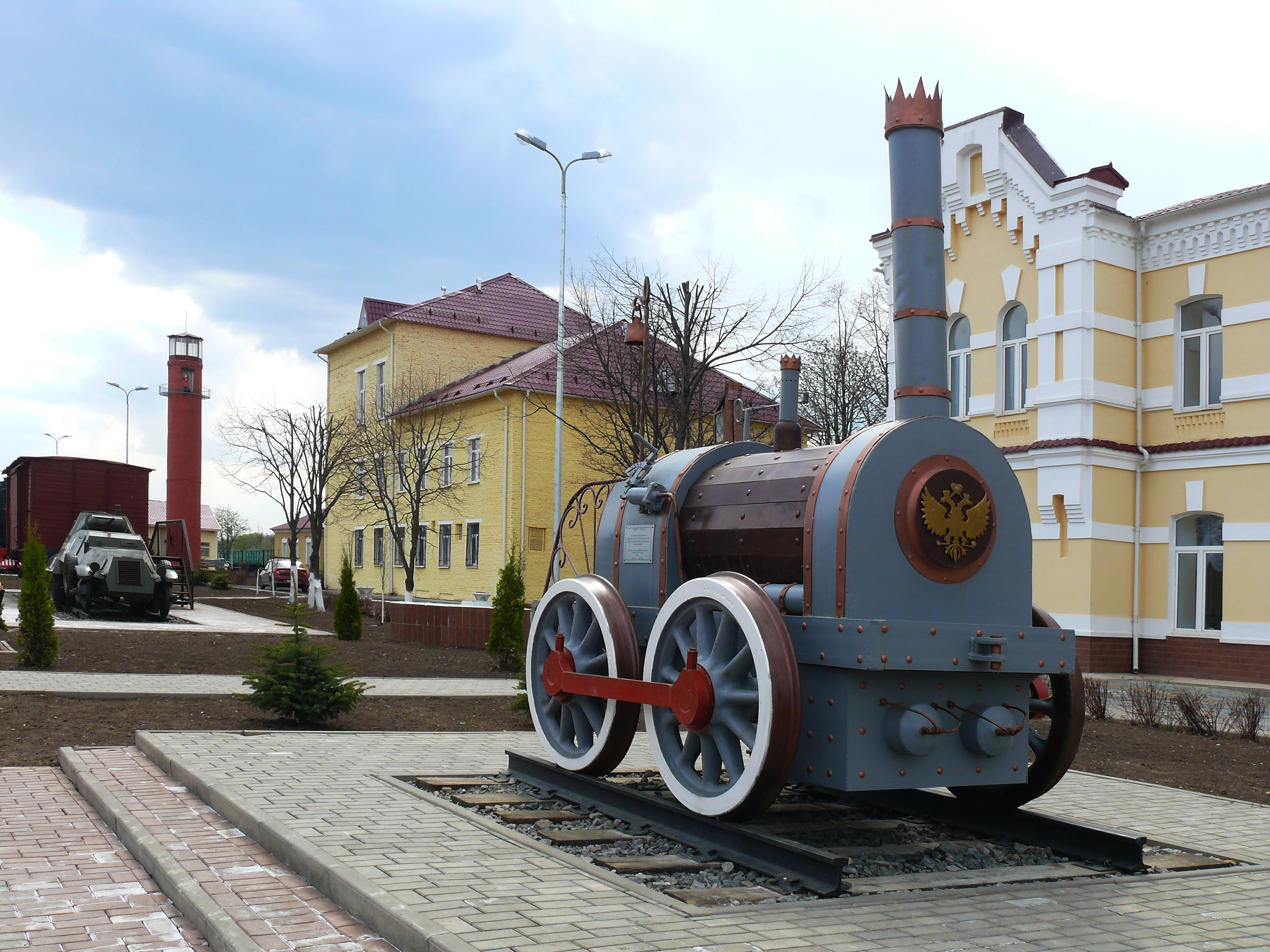
Monumento a la locomotora en Veniov

La primera maqueta de la locomotora se completó en 1834, después de unos seis meses de trabajo en el tiempo libre del dúo. En agosto de ese año, la gente se reunió para ver una exhibición de la locomotora en pista que medía unos 854 metros, transportado 3,2 toneladas de carga a una velocidad de unos 15 kilómetros por hora. Ese peso habría requerido alrededor de 50 a 60 trabajadores y 30 minutos para transportarlo, pero la locomotora fue capaz de hacerlo en cuatro, arrojando una fuerza de 30 caballos de vapor. Su segundo modelo, construido en marzo de 1835 y regalado a San Petersburgo, mejoró esas estadísticas, llevando un peso de alrededor de 1.000 libras a una velocidad de alrededor de 16,4 kilómetros por hora. El primer modelo se quedó en la fábrica, en una vía abandonada de unos dos kilómetros que conectaba la fábrica a una mina cercana. Esta vía fue el primer ferrocarril a vapor de Rusia.

## Recepción y secuelas
El desarrollo de la locomotora le daría a Yefim y Miron su libertad de la servidumbre. Se les negó la patente de su invento y la pareja murió poco después, Yefim en 1842 y Miron en 1849. Los primeros ferrocarriles patrocinados por el estado en Rusia realmente importaron locomotoras de otros países para empezar, y no fue hasta 1857 cuando una locomotora de construcción rusa fue usada fuera de una fábrica. Sin embargo, la locomotora ha seguido siendo siendo representada y honrada en la historia moderna. Su historia se puede encontrar en una exposición del Museo de Historia Regional de Nizhni Taguil y el Museo Politécnico. También fue presentada en varios sellos postales.